# Washitsu
Washitsu (和室) è la stanza tradizionale giapponese ed è un termine giapponese utilizzato per descrivere una stanza che ha una pavimentazione fatta di tatami. La Washitsu viene collegata alle altre stanze da porte scorrevoli. Queste possono essere shoji (grigliato con carta di riso) oppure fusuma (pannello rivestito con carta decorativa). Quest'ultimo tipo viene usato anche come ante armadio. Su uno dei lati della stanza viene poi creato uno spazio decorativo chiamato tokonoma.
In passato, più o meno tutte le stanze giapponesi erano washitsu, e i giapponesi dormivano su futon stesi sui tatami e si sedevano direttamente sui tatami o sugli zabuton posti sopra i tatami. Al giorno d'oggi, molte case giapponesi hanno un solo washitsu, il quale viene utilizzato qualche volta per intrattenere gli ospiti, mentre la maggior parte delle stanze sono in stile occidentale. molti appartamenti giapponesi di nuova costruzione non hanno affatto il washitsu, usando invece pavimenti in legno.
La grandezza degli washitsu è misurata dal numero di tatami, usando il termine jō (畳). Le dimensioni medie sono di sei o otto tatami in una casa privata. Ci sono anche tatami a metà, come in una stanza di 4,5 tatami.
La mobilia contenuta in una Washitsu include un tavolo basso sul quale la famiglia può mangiare o intrattenere gli ospiti, seduti su di uno zabuton o su una sedia bassa usata apposta sui tatami. Un kotatsu, che è un tipo particolare di tavolo basso che contiene un sistema di riscaldamento usato in inverno, tenendo conto che la maggior parte delle case giapponesi non possiede un impianto di riscaldamento.
Nel caso di stanze in stile occidentale si usa il termine yōshitsu (洋室). Un altro termine utilizzato per washitsu è nihonma (日本間) e per yoshitsu è yōma (洋間).